# دی‌سیلان
دی‌سیلان (به انگلیسی: Disilane) یک ترکیب شیمیایی با شناسه پاب‌کم ۷۴۱۲۳ است. شکل ظاهری این ترکیب، گاز بی‌رنگ است.